# Yucca potosina
Yucca potosina ist eine Pflanzenart der Gattung der Palmlilien (Yucca) in der Familie der Spargelgewächse (Asparagaceae).

## Beschreibung
Die solitär wachsende Yucca potosina ist stammbildend und erreicht eine Wuchshöhe von zwei bis acht Metern. Die steifen, rauen, grünen 0,3 bis 1 Meter langen Blätter bilden an den Blatträndern Fasern. Der herabhängende Blütenstand wird 0,8 bis 1,2 Meter lang. Die weißen kugelförmigen bis länglichen Blüten sind 2–5 cm lang und 1–1,5 cm breit.
Yucca potosina ist ein weiteres Mitglied der SektionYucca, Serie Treculianae. Sie ist verwandt mit Yucca filifera und Yucca carnerosana. Die Blütezeit ist von Mai bis Juli. Sie ist kaum bekannt und selten in Kultur.

## Verbreitung
Yucca potosina ist in der Chihuahua-Wüste in Mexiko im Staat San Luis Potosí in 1500–1800 m Höhe verbreitet. Vergesellschaftet ist sie mit Yucca carnerosana, Agave stricta, Dasylirion spec., Encephalocarpus strobiliformis, anderen Turbinicarpus- und Echinocereus- Arten.

## Systematik
Die Erstbeschreibung durch Jerzy Rzedowski unter dem Namen Yucca potosina ist 1955 veröffentlicht worden.

## Bilder

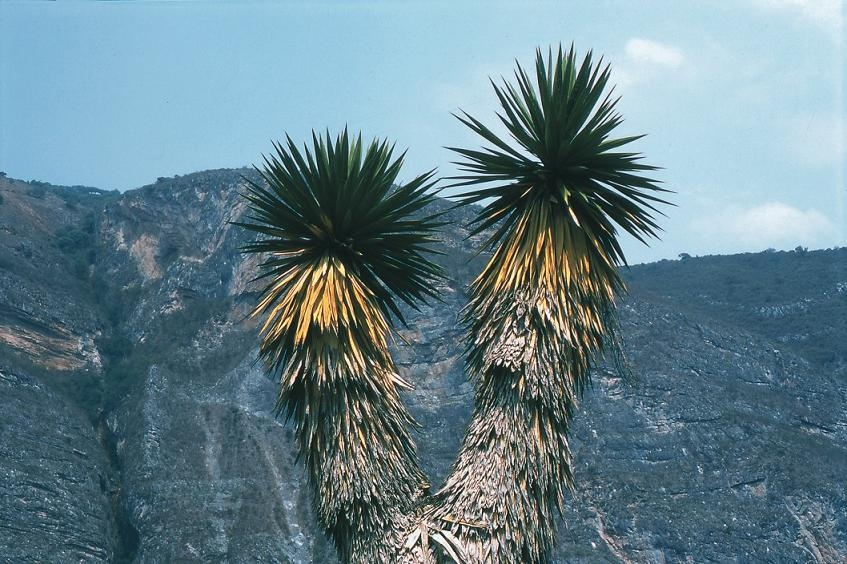
Yucca potosina verzweigtes Exemplar in Mexiko
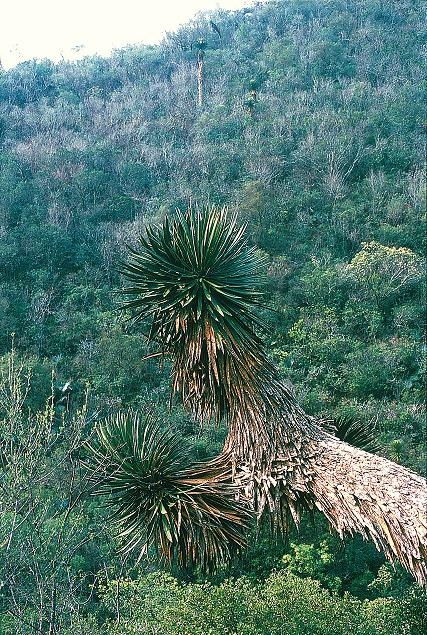
Yucca potosina zur Seite geneigte Pflanze in Mexiko